# Tre'Davious White
Pour les articles homonymes, voir White.
(en) Statistiques sur pro-football-reference
Tre'Davious White Sr., né le 16 janvier 1995 à Shreveport, est un joueur américain de football américain. Il joue cornerback en National Football League (NFL).

## Biographie

### Carrière universitaire
Étudiant à l'Université d'État de Louisiane, il a joué pour les Tigers de LSU de 2013 à 2016.

### Carrière professionnelle
Il est sélectionné par les Bills de Buffalo au premier tour, au 27e rang, lors de la draft 2017 de la NFL. Il performe très bien à sa première saison professionnelle en réalisant un total de 69 plaquages, 18 passes déviées et 4 interceptions. 
À sa troisième saison, en 2019, il termine la saison en menant la ligue à égalité avec Stephon Gilmore et Anthony Harris sur les interceptions, au nombre de six. Il obtient une première sélection au Pro Bowl.
En septembre 2020, il prolonge son contrat avec les Bills pour 4 années supplémentaires et un montant de 70 millions de dollars, faisant de lui le cornerback le mieux payé de la ligue. 